# Nixhöhle
Die Nixhöhle ist eine Tropfsteinhöhle in den Kalkfelsen des Pielachtales, etwas flussaufwärts von Frankenfels in Niederösterreich. Sie wurde nach ihrem milchigen Sinter (Nix lat. für Schnee) benannt.

## Lage
Die Tropfsteinhöhle befindet sich im südseitigen Steilhang des Tales, dem sog. Klammberg unweit der engsten Stelle (Klamm), wo das Tal von einer Burg abgeriegelt wird. Sie ist eine Schauhöhle mit einer Länge von 1410 Meter, wovon 350 Meter bei den Führungen befahrbar sind. In einer Richtung sind 531 Stufen zu bewältigen, somit hin und retour 1062 Stufen.
Die Höhle ist für Besucher nur über einen gut gesicherten Serpentinenweg mit 20 min Gehzeit von einem Parkplatz an der B 39 Pielachtal Straße erreichbar. Eine Anreise ist auch mit der Mariazellerbahn möglich, wenn man vom Bahnhof Frankenfels etwa 1,5 km zum Parkplatz geht. Die Höhle ist nur im Rahmen von Führungen zu besichtigen.

## Geschichte
Die Nixhöhle ist nach verschiedenen Überlieferungen schon seit langer Zeit bekannt. Im Frühjahr 1926 ging der Verschönerungsverein Frankenfels an die Erschließung der im Wiesberg liegenden Nixhöhle sowie der Gredlhöhle am Sonnberg. Das Melker Pionierbataillons 3 unter Leutnant Josef Janicek machte mit 12 Mann innerhalb von sechs Wochen technische Arbeiten unter der Leitung des Höhlenforschers Michael Müllner von der Niederösterreichischen Landesregierung. Die erste offizielle Höhlenführung war am 16. Mai 1926 angesetzt.
Die Wiedereröffnung nach dem Zweiten Weltkrieg erfolgte am 22. Juni 1950. Das Bundesdenkmalamt stellte die Höhle 1959 unter Denkmalschutz. Seit 24. Juni 1962 gibt es elektrische Beleuchtung in der Höhle. Viele Jahrzehnte war Johann Neubauer die Leitfigur in der Höhle und für den weiteren Ausbau zuständig. Er erforschte die Muschelspalte und legte den Bärengang frei. Von 1985 bis 1987 erfolgte eine Neuvermessung der Höhle durch Helga und Willi Hartmann. Die Höhlenvermessung ergab nun eine Gesamtlänge von 1410 Metern und einen Höhenunterschied von 70 m (+ 8 m, −62 m).
Im Zuge der Niederösterreichischen Landesausstellung 2015 (ÖTSCHER:REICH – Die Alpen und wir), die in Laubenbachmühle (Gemeinde Frankenfels), Neubruck und Töpperschloss (Gemeinden Scheibbs und St. Anton an der Jeßnitz) und Naturparkzentrum Ötscher-Basis in Wienerbruck (Annaberg) abgehalten wurde, wurde die Höhle nach umfangreichen baulichen Arbeiten (Beleuchtungen, Stege, Stufen, Attraktionen etc.) unter der Regie von Albin Tauber in den Jahren 2013 bis 2015 auf den neuesten Stand gebracht. Am 19. April 2015 wurde im Rahmen eines Festaktes die Höhle neu eröffnet.
Höhlenchef Albin Tauber wird zum 100 Jahrestag der Schauhöhle eine umfassende Chronik der Nixhöhle veröffentlichen.

## Zum Namen Nix
Der Name der Nix-Höhle kommt von den weißen Kalkablagerungen. Der durch Wasser, Kohlensäure und Huminsäuren gelöste Kalk wird wieder in der Höhle abgelagert. Diese Kalkablagerungen werden lateinisch als Nihilum album = weißes Nichts und im Volksmund als Nix bezeichnet. Auch die Bezeichnung Mondmilch oder Bergmilch ist für diesen mürben Calcit–Sinter gebräuchlich.
Nix ist ein häufiger Namensbestandteil auch anderer Höhlen in den Ostalpen. So finden sich zwei gleichen Namens in der Falkenschlucht südlich von Türnitz und im Land Salzburg am Westrand des Tennengebirges, ferner in Oberösterreich das Nixloch bei Trattenbach an der Enns und die Nixluke bei Ebensee am Traunsee.

## Höhlenbär, Eiszeit und Sagen
In der Pielacher Höhle wurden Knochenreste eines aus der Eiszeit stammenden Höhlenbären gefunden, die ein Alter von über 20.000 Jahren haben dürften. Diese Höhlenbärenart starb gegen Ende der Eiszeit aus. Da der Höhlenbär ein reiner Pflanzenfresser war, wurden ihm die Klimaschwankungen vor rund 24 000–22 000 Jahren zum Verhängnis. Das Nahrungsangebot für diesen riesigen Bären war für sein Überleben nicht mehr ausreichend. Im April 2009 wurde das Teilskelett eines Höhlenbären in die Höhle gebracht. 2015 wurde das Teilskelett mit verschiedenen Knochen ergänzt.
Viele örtliche Sagen handeln von der Höhle. So hörte man angeblich im Höhleninneren das Klopfen der Hammerwerke aus dem Nachbartal. Ferner soll ein reicher Bauer dort Gold geschürft haben (geologisch freilich unwahrscheinlich) und dabei ums Leben gekommen sein. Weil er seine Habsucht im Jenseits bereute, durfte er sich im oberen Höhlenbereich als reliefartiges Gesicht in den Felsen prägen. Er sei ein Guter Geist und nach Auskunft der Führer dafür verantwortlich, dass trotz der steilen Wege im Innern noch niemand zu Schaden kam.
Andere natürlich entstandene Skulpturen sind der Jesuskopf, verschiedene runenähnliche Felszeichnungen, fantastische Gesteinsschichten und der Fischkopf, hinter dem eine modern anmutende Madonna hervorschaut. Eine frühchristliche Katakombe (siehe Ichthys) könnte nicht stilvoller sein.

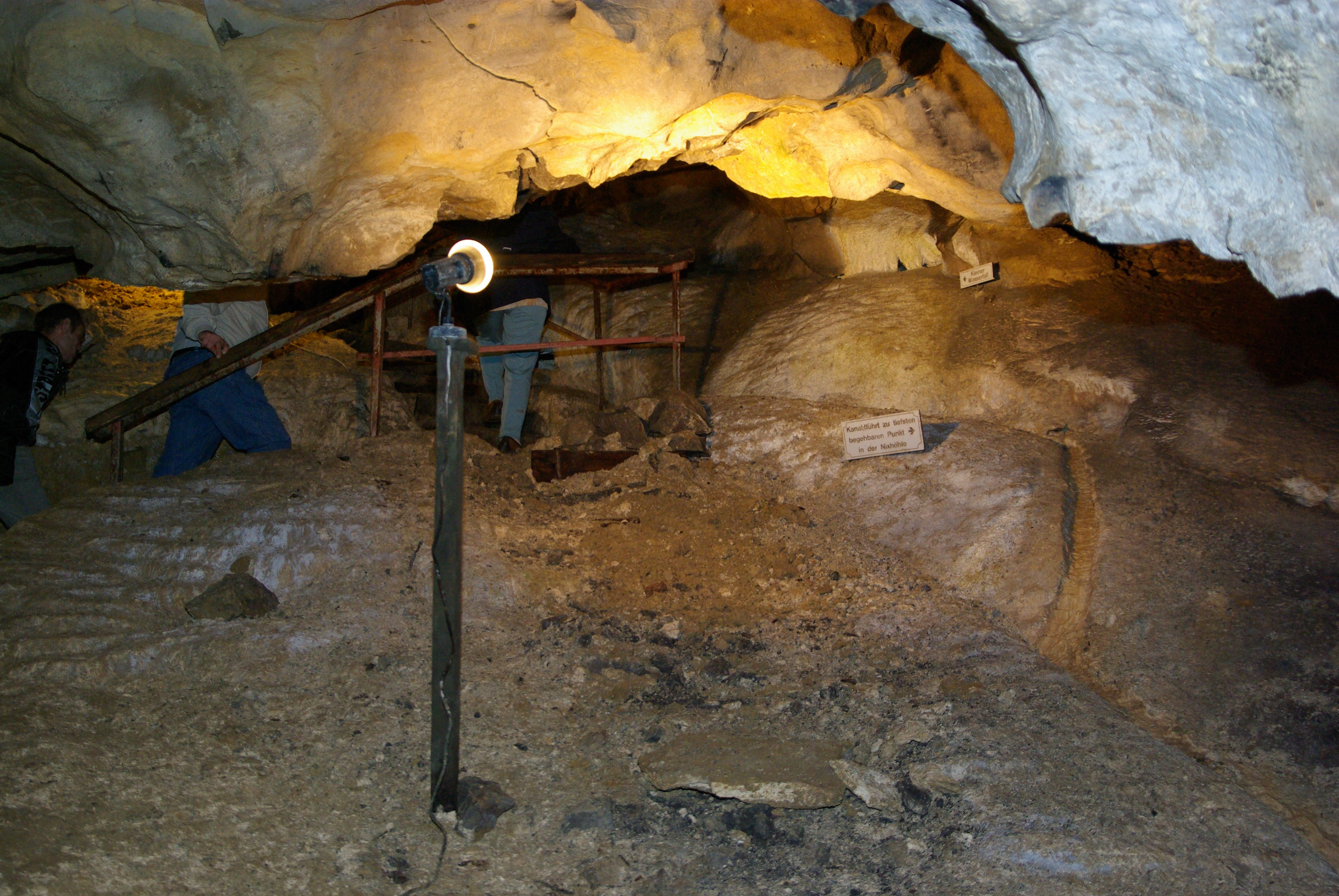
Kleiner Wasserfall
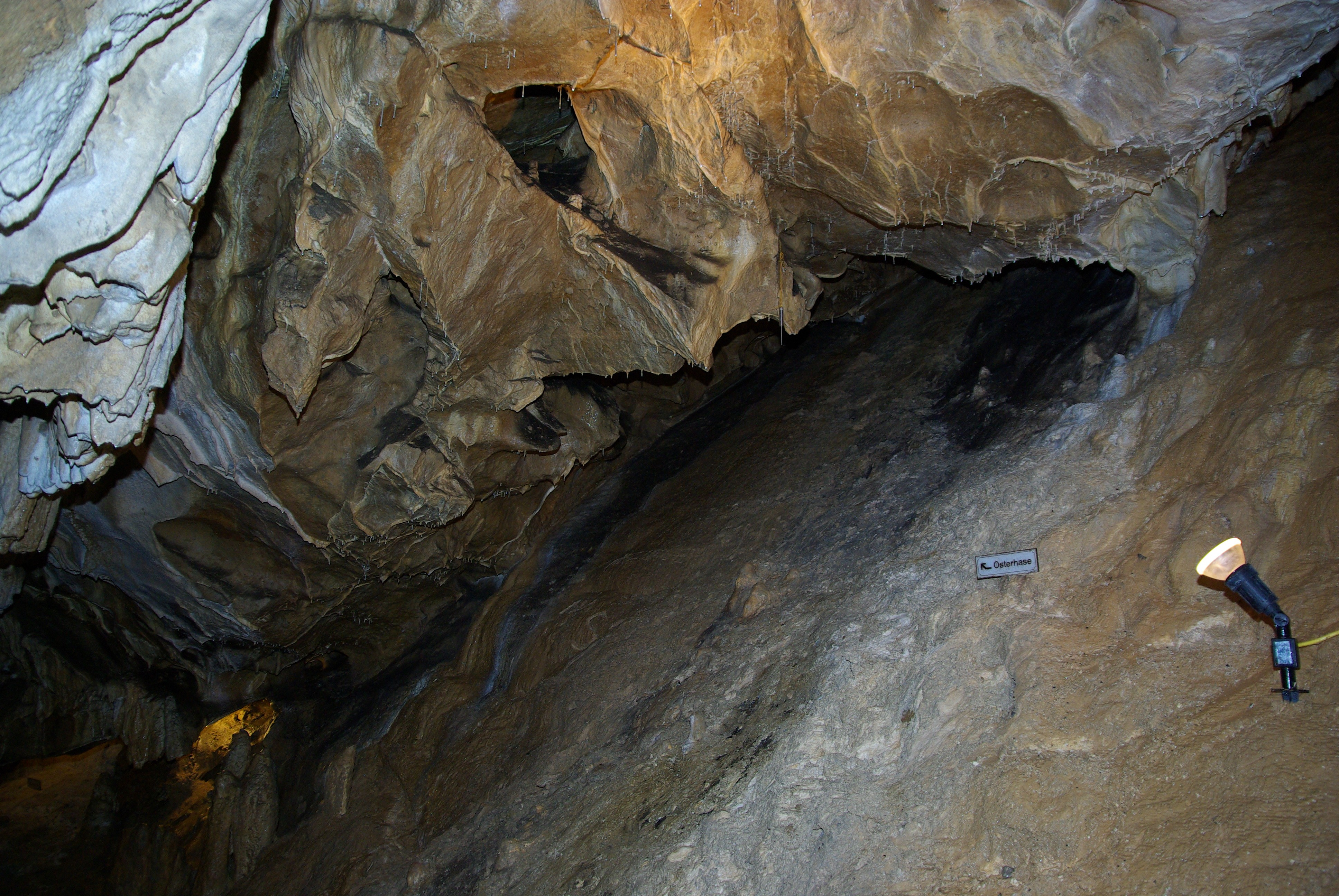
Osterhase
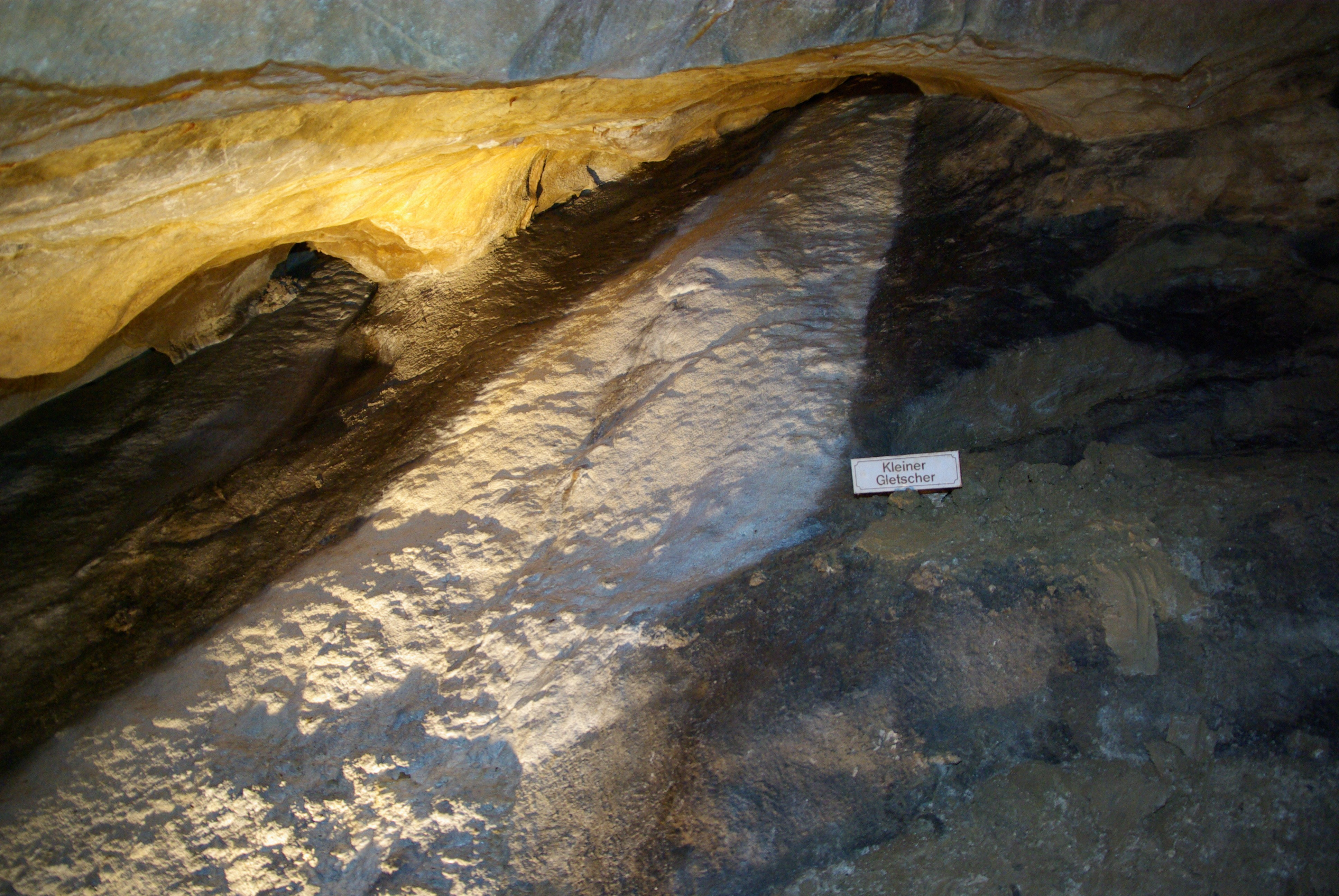
Kleiner Gletscher
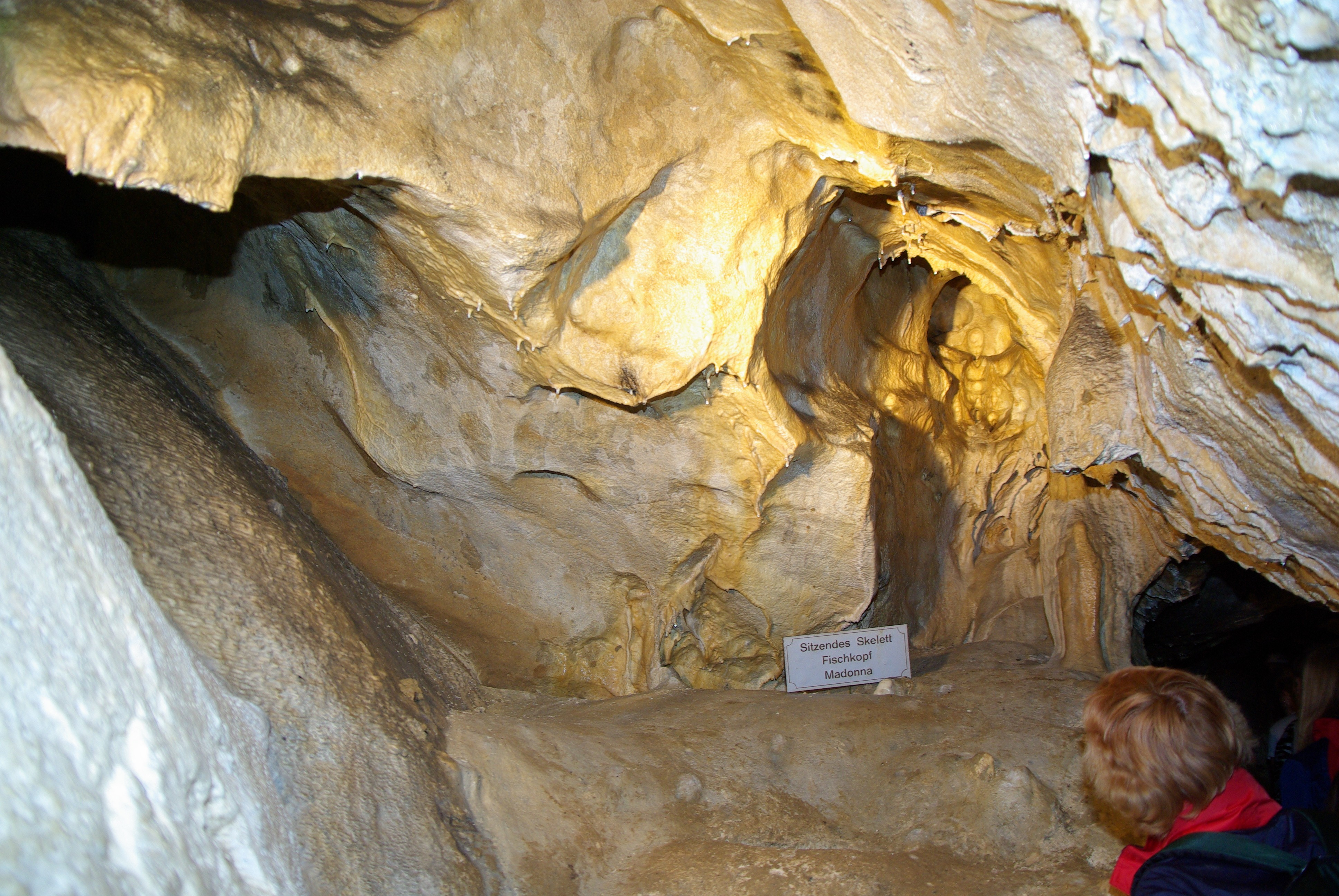
Sitzendes Skelett, Fischkopf, Madonna

## Besucherzahlen
Seit 1962 gibt es Besucherlisten. Am 20. August 2011 konnte der 200.000. Höhlenbesucher seit 1962 in der Höhle begrüßt werden. 2019 wurden 5305 Besucher gezählt.
Aufgrund der Hochwasserereignisse im September 2024 wurde der Betrieb vorzeitig eingestellt.

## Nennenswerte Höhlenführer
- Heinrich Fahrngruber (1886–1972)
- Josef Schlembacher (1908–1986)
- Josef Schlembacher (1908–1986)
- Margaretha Schlembacher (1916–1999)
- Johann Neubauer (1924–2016)
- Franz Bayer (1926–2020)
- Ernst Seidl (* 1943)
- Albin Tauber (* 1947)
- Franz Grasmann
- Ludwig Taschl